# Daniele Manin

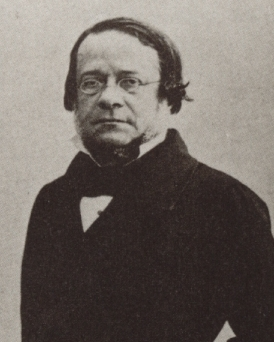
Portretfoto uit 1852

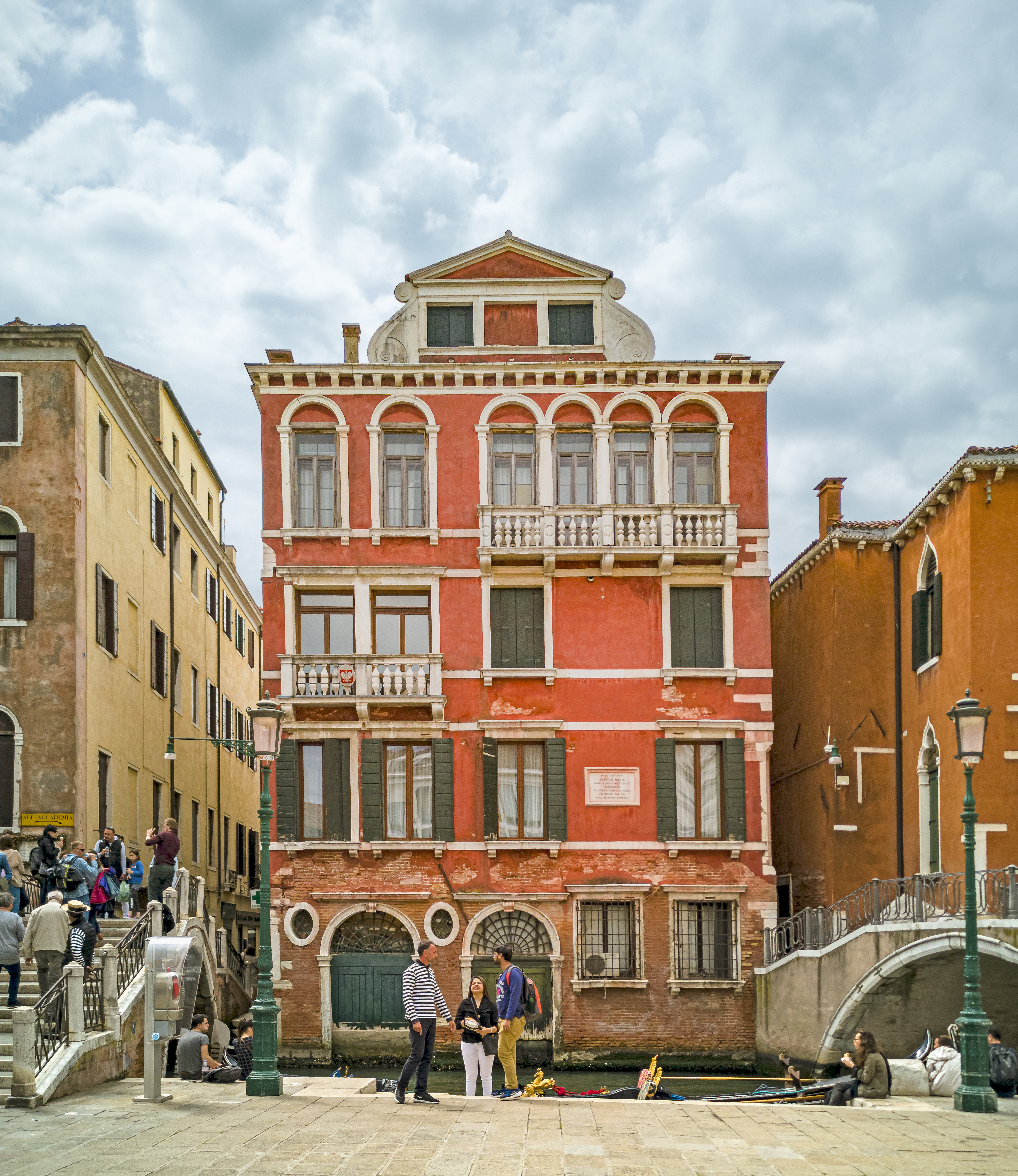
Het huis van Manin op het huidige Campo Manin in Venetië

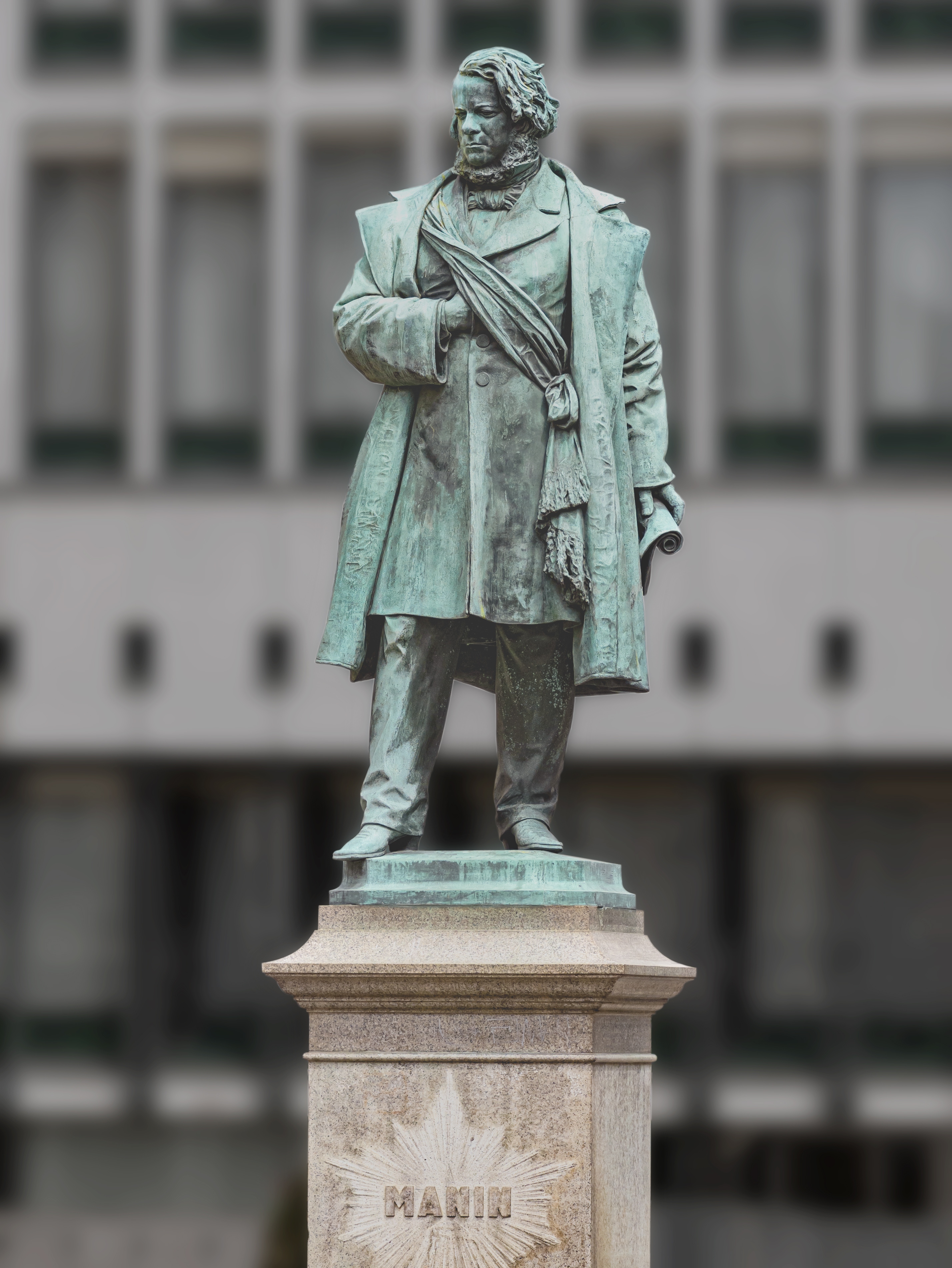
Standbeeld van Manin door Luigi Borro

Daniele Manin (Venetië, 13 mei 1804 – Parijs, 22 september 1857) was een Italiaans staatsman, patriot en republikein tijdens de Risorgimento. Hij verzette zich tegen het Oostenrijkse gezag over het koninkrijk Lombardije-Venetië en leidde in 1848-1849 een revolutie waarin de Republica di San Marco zich kortstondig afscheurde. Hij was er dictator en vervolgens president van. Na de Oostenrijkse herovering van Venetië ging hij in ballingschap naar Parijs.

## Leven
Manin kwam uit een familie met aan vaderskant Joodse wortels. Zijn grootvader Ludovico had zich in 1759 bekeerd tot het katholicisme en wijzigde bij die gelegenheid de familienaam van Medina naar Manin. Van zijn vader Pietro Manin leerde de jonge Daniele republikeinse en democratische opvattingen en ook in zijn beroepskeuze van advocaat volgde hij zijn pad. Reeds op veertienjarige leeftijd schreef hij zich in aan de Universiteit van Padua en in 1821 behaalde hij zijn diploma rechten. Behalve zijn Italiaanse moedertaal sprak hij Latijn, Grieks, Hebreeuws, Engels, Frans en Duits. Hij had een zwakke gezondheid en was melancholisch ingesteld, maar in publieke optredens was hij energiek en welbespraakt.
In september 1825 trouwde Manin met Teresa Perissinotti. Ze kregen een dochter Emilia (1826-1854), die leed aan epilepsie, en een zoon Giorgio (1831-1882). In februari 1831 hoorde hij van de opstand in Midden-Italië en probeerde hij met vrienden ook Venetië in beroering te brengen. Hij ging 's nachts opruiende affiches plakken, maar ze hadden geen effect. In die periode moest hij bij gebrek aan werk naar Mestre uitwijken. In 1833 kon hij weer het familiale huurhuis aan het Campo San Paternian betrekken.
Vanaf 1836 mengde Manin zich in de discussie over de spoorweg van Milaan naar Venetië, die de gemoederen in de kamer van koophandel verhitte. Hij schaarde zich bij de tegenstanders van een traject langs Bergamo. Belangrijker dan deze positie was zijn nationalistische benadering van het probleem. Waar hij met deze ideeën aanvankelijk in een kleine intellectuele minderheid stond, zorgden het aantreden van paus Pius IX en de economische crisis in 1846 plots voor een patriottisch elan dat hem aan het hoofd van een massabeweging catapulteerde. Handig smeedde hij ook banden met progressieve maar niet-revolutionaire notabelen door in te spelen op hun grieven over de zware belastingen en de remmen op ondernemerschap. Hij haalde de liberale politicus Richard Cobden naar Venetië om te spreken.
Maar het hart van Manin lag bij politieke, niet bij economische onderwerpen. Op 21 december 1847 richtte hij zijn programma aan de Venetiaanse regering. Op 29 december speechte hij tegen de censuur. Hij probeerde zijn strijd voor zelfbestuur wettig te voeren, maar deze lotta legale bracht op 18 januari 1848 toch zijn arrestatie teweeg. Samen met hem werd de Milanese patriot Niccolò Tommaseo aangehouden. Toen op 17 maart het nieuws van de opstand in Wenen en de val van Metternich kwam, trok een menigte naar gouverneur Alajos Pálffy om de vrijlating van Manin en Tommaseo te eisen, wat werd toegestaan. Manin hield een vurige toespraak op het Piazza San Marco, maar riep niet op tot rebellie. Toen nauwelijks een week later de arsenaalwerkers slaags raakten met het leger en een kolonel doodden, aarzelde hij echter niet. Hij ging erheen en riep de Republica di San Marco uit. De weifelende Pálffy droeg de macht over aan de militaire gouverneur Ferdinand Zichy (), die in de ochtenduren van 23 maart capituleerde. Daarop vormde de gematigde Giovanni Francesco Avesani een voorlopige regering zonder Manin, maar populaire manifestaties maakten dit ongedaan. Het was Manin die de dag beëindigde aan het hoofd van de voorlopige regering. 
Terwijl de militaire druk op land en ter zee groot was, slaagden Manin en zijn medestanders er niet in een gedegen leger op de been te brengen. Bovendien werd Venetië geïsoleerd door zijn democratisch-republikeinse koers. In de uitgebroken onafhankelijkheidsoorlog weigerde hij aan te sluiten bij het koninkrijk van Karel Albert van Sardinië, zoals de rest van de Veneto en Lombardije deden. Die houding was niet ingegeven door Venetiaans particularisme, want hij stond open voor verschillende staatsverbanden. Maar de meest logische optie, een Lombardo-Venetiaanse republiek, was onmogelijk gemaakt door de keuze van Milaan voor het monarchisme. 
In Venetië bleef Manin populair, ondanks het harde beleg door de Oostenrijkers. Hij controleerde de broodprijs en liet twee wetgevende vergaderingen verkiezen met algemeen mannenstemrecht. Op 11 augustus 1848 vormde hij een triumviraat met Leone Graziani en kolonel Giovanni Battista Cavedalis. Toen ze begin maart 1849 in conflict raakten met de uit Milaan overgekomen Giuseppe Sirtori, loste Manin het handig op en werd hij op 7 maart verkozen tot president. De situatie was allesbehalve rooskleurig, want Venetië werd dagelijks beschoten door het leger van Josef Radetzky en de bevolking werd geteisterd door honger en cholera. Uiteindelijk capituleerde de stad op 22 augustus. Manin en een veertigtal andere kopstukken werden verbannen. 
Op de Pluton scheepte Manin in naar Korfoe, om daar aan boord te gaan van de Antelope naar Marseille. Enkele uren na aankomst overleed zijn vrouw aan cholera. Het dubbele verlies van zijn echtgenote en zijn vaderland zou hij nooit helemaal teboven komen. Hij woonde bescheiden in het Parijse Montmartre en kwam aan de kost door lessen Italiaans te geven. Tegelijk onderhield hij contacten met vooraanstaande intellectuelen. In 1857 stierf hij op de leeftijd van 53, enkele jaren na de dood van zijn geliefde dochter Emilia. Enige maanden voordien had hij zijn steun uitgesproken voor koning Victor Emanuel II, waarmee hij de eenwording van Italië minstens tijdelijk boven zijn levenslange republicanisme stelde. Vier jaar later zag   een eengemaakt en monarchaal Italië het licht.

## Eerbetoon
De stoffelijke resten van Manin werden in 1868 plechtig overgebracht van Parijs naar Venetië, dat toen sinds twee jaar deel was geworden van het koninkrijk Italië. Hij kreeg een grootse uitvaart en werd herbegraven in de San Marcobasiliek. In 1913 werd tegen de noordkant van de basiliek een mausoleum gebouwd. Een standbeeld gemaakt door Luigi Borro verrees bij zijn voormalige woning op het Campo San Paternian, dat werd omgedoopt tot Campo Manin. In Parijs is er een Rue Manin.

## Voetnoten
1. ↑  Het idee dat hij van de familie Fonsecca afstamde is ontkracht.

- Bibsys: 90247771
- Biblioteca Nacional de España: XX1217707
- Bibliothèque nationale de France: cb12709198n (data)
- CiNii: DA12983946
- Gemeinsame Normdatei: 118781553
- International Standard Name Identifier: 0000 0001 0861 5243
- Library of Congress Control Number: n86008607
- Nationale Bibliotheek van Tsjechië: jn20020102068
- Nationale Bibliotheek van Israël: 987007265089705171
- Nederlandse Thesaurus van Auteursnamen: 074661396
- Istituto Centrale per il Catalogo Unico: CFIV051953
- LIBRIS: 290141
- SNAC: w6643xgn
- Système universitaire de documentation: 05055672X
- Virtual International Authority File: 134735
- WorldCat: E39PBJgd3cjWB33x9GPpq97vHC